# SHRDLU
SHRDLU는 1968년부터 1970년까지 MIT의 테리 위노그라드가 개발한 초기 자연어 이해 컴퓨터 프로그램이다. 프로그램에서 사용자는 컴퓨터와 대화하고, 객체를 이동하고, 컬렉션에 이름을 지정하고, 기본적으로 다양한 블록으로 채워진 가상 상자인 단순화된 "블록 세계"의 상태를 쿼리한다.
SHRDLU는 DEC PDP-6 컴퓨터와 DEC 그래픽 터미널에서 마이크로 플래너(Micro Planner) 및 리스프 프로그래밍 언어로 작성되었다. 나중에 유타 대학의 컴퓨터 그래픽 연구소에서 SHRDLU의 "세계"에 대한 전체 3D 렌더링을 추가했다.
SHRDLU라는 이름은 라이노타이프 기계의 문자 키 배열을 영어에서 사용 빈도가 높은 순서대로 배열한 ETAOIN SHRDLU에서 유래되었다.